# (12988) Tiffanykapler
(12988) Tiffanykapler es un asteroide perteneciente al cinturón de asteroides, descubierto el 2 de marzo de 1981 por Schelte John Bus desde el Observatorio de Siding Spring, Nueva Gales del Sur, Australia.

## Designación y nombre
Designado provisionalmente como 1981 EC5. Debe su nombre a Tiffany L. Kapler, colaboradora de la NASA.

## Características orbitales
Tiffanykapler está situado a una distancia media del Sol de 2,182 ua, pudiendo alejarse hasta 2,309 ua y acercarse hasta 2,054 ua. Su excentricidad es 0,058 y la inclinación orbital 6,136 grados. Emplea 1177,35 días en completar una órbita alrededor del Sol.

## Características físicas
La magnitud absoluta de Tiffanykapler es 15,8.